# Yagyū Munenori
Yagyū Munenori est un nom japonais traditionnel ; le nom de famille (ou le nom d'école), Yagyū, précède donc le prénom (ou le nom d'artiste).
Yagyū Munenori (柳生 宗矩, 1571 – 11 mai 1646) est un escrimeur japonais, fondateur de la branche d'Edo du Yagyū Shinkage-ryū, qu'il a appris de son père Yagyū « Sekishusai » Muneyoshi. C'est l'un des deux styles officiels d'escrime patronnés par le shogunat Tokugawa (l'autre étant le Ittō-ryū). Munenori commence sa carrière dans l'administration Tokugawa comme hatamoto, vassal direct de la maison Tokugawa, et plus tard voit son revenu élevé à 10 000 koku, ce qui en fait un fudai daimyo secondaire (obligé des Tokugawa), avec des propriétés foncières autour de son village ancestral de Yagyū-zato. Il reçoit de la Cour Impériale le titre honorifique de Tajima no Kami (但馬守) (Gouverneur de la Province de Tajima).

## Biographie
Munenori entre jeune au service de Tokugawa Ieyasu et plus tard est instructeur d'escrime auprès du fils de Ieyasu, Hidetada. Encore plus tard, il devient l'un des conseillers principaux du troisième shogun, Iemitsu.
Peu de temps avant sa mort en 1606, Sekishusai transmet la direction du Yagyū Shinkage-ryū à son petit-fils Toshiyoshi. À la suite d'une période de musha shugyō, Toshiyoshi entre au service d'une branche cadette du clan Tokugawa qui contrôle la province d'Owari. Située à Nagoya, l'école de Toshiyoshi est appelée Owari Yagyū-ryū (尾張柳生流), tandis que celle de Munenori, à Edo, capitale des Tokugawa, est connue sous le nom Edo Yagyū-ryū (江戸柳生流). Takenaga Hayato, fondateur du Yagyū Shingan-ryū, est un disciple de Yagyū Munenori et reçoit de lui les gokui (enseignements secrets) du Yagyū Shinkage-ryū.
Vers 1632, Munenori achève la rédaction du Heihō kadensho, traité sur la pratique de l'escrime shinkage-ryū et comment elle peut s'appliquer à la vie quotidienne et à la politique. Régulièrement imprimé dans le Japon d'aujourd'hui, le texte a été traduit plusieurs fois en anglais. Les deux slogans fétiches de Munenori Ken zen ichi nyo (拳褝一如?), signifiant l'entraînement conjoint du corps et de l'esprit et Katsujinken (活人剣), l'épée salvatrice, ont une influence majeure sur les budō modernes.
Bien que reconnu comme kensei (剣聖 litt. Saint du Sabre), il est notoire que Munenori se concentra sur la politique, et se vit refuser la succession à la tête du Yagyū Shinkage-ryū par son père, Sekishūsai, qui nomma Yagyū Hyōgonosuke Taira-no-Toshiyoshi (neveu de Munenori et petit-fils de Sekishū-sai) à la place. La disgrâce que cela représentait pour Munenori d'être envoyé comme instructeur militaire du shōgun sans être pour autant reconnu comme le chef de file de l'école fut la cause principale de la scission entre les deux lignées Owari Yagyū et Edo Yagyū. L'intention de Sekishūsai était peut-être de garder séparés la politique et les arts martiaux purs, par sécurité, mais beaucoup d'historiens et d’œuvres de fiction postulent que Munenori le prit comme de la condescendance de la part de son père.
Yagyū Jūbei (Yagyū Jūbei Taira-no-Mitsutoshi) et Yagyū Munefuyu (Yagyū Matajurō Taira-no-Munefuyu), deux des trois fils de Munenori, sont aussi de célèbres escrimeurs. Le troisième, Yagyū Samon Taira-no-Tomonori était un courtisan proche du shōgun Iemitsu. Il avait aussi une fille, Akane, que l'on prétend douée pour la chose diplomatique et qui aurait de cet fait servi son père comme Kunoichi. Le plus jeune fils de Munenori était Yagyū Gisen Rokkumaru Retsudō (Taira-no-Yasutaka ?) qui se serait orienté vers la carrière de moine bouddhiste, souvent oublié, malgré son talent au Kenjutsu : il est repris sous une forme semi-fictive dans le manga Lone Wolf and Cub, comme leader de Ura-Yagyū, le réseau de services spéciaux du Bakufu Tokugawa.
Le katana préféré de Munenori, Ōtengu Masaie, est une des plus fines lames qui soient au monde, et est toujours conservé dans des musées et expositions au Japon.
« Quelle que soit la tradition secrète dont vous êtes dépositaire, quelle que soit la technique utilisée, si votre esprit demeure prisonnier de cette technique vous connaîtrez la défaite. Yagyū Munenori, maître de sabre de la maison des Shogun Tokugawa, 1571-1646. »